# Euphorbia decliviticola
Euphorbia decliviticola es una especie fanerógama perteneciente a la familia Euphorbiaceae. Es endémica de Mozambique. 

## Descripción
Es una planta suculenta, árbol espinoso o arbusto arborescente, que alcanza un tamaño de ± 3 m de altura, con un tronco único que está marcado con anillos de cicatrices de las ramas caídas y coronado con una copa llena de hojas en verticilos simples.

## Ecología
Se encuentra en las laderas expuestas de granito y cantos,  a una altitud de 600-800 metros.
Parece que no presentan dificultades inusuales en el cultivo pero es muy rara vez cultivada. Está cercana de Euphorbia graniticola.

## Taxonomía
Euphorbia decliviticola fue descrita por Leslie Charles Leach y publicado en Journal of South African Botany 39: 13. 1973.
Etimología
Euphorbia: nombre genérico que deriva del médico griego del rey Juba II de Mauritania (52 a 50 a. C. - 23), Euphorbus, en su honor – o en alusión a su gran vientre –  ya que usaba médicamente Euphorbia resinifera. En 1753 Carlos Linneo asignó el nombre a todo el género.
decliviticola: epíteto